# Église de Sipoo (Helsinki)
Pour les articles homonymes, voir Église de Sipoo.
L'Église de Sipoo (en finnois : Sipoon kirkko) était le nom  donné abusivement à un immeuble de style Jugend du quartier de Taka-Töölö d'Helsinki en Finlande.

## Histoire
Le bâtiment situé au 76, rue Mannerheimintie  a été construit en 1900 à proximité du hangar de tramway de la Helsingin kaupungin liikennelaitos . 
En 1904, HKL paye des travailleurs suédophones venant de Sipoo pour remplacer les employés grévistes dont la compagnie se sépare. Pour fidéliser les travailleurs la société leur fait construire un bâtiment pour les loger à Töölö. Elle fait appel à Waldemar Aspelin. Les habitants de Töölö trouvant que le bâtiment construit en 1905 est beau comme une église avec sa tour l'appellent l'église de Sipoo.
Le bâtiment sera détruit en 1978 et remplacée par un bâtiment gris.